# Zosterops griseotinctus
Zosterops griseotinctus е вид птица от семейство Zosteropidae.

## Разпространение
Видът е разпространен в Папуа Нова Гвинея.